# Vendée Globe 1989-1990

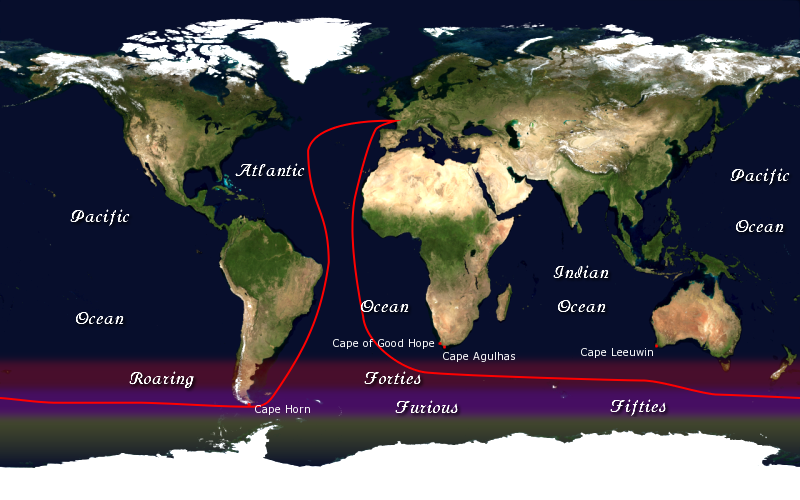
De route van de Vendée Globe

De Vendée Globe 1989-1990 was de eerste editie van de non-stop solo-zeilwedstrijd om de wereld. Zeventien boten gingen van start en de Fransman Titouan Lamazou won de race na ruim 109 dagen zeilen. 54 dagen later ging als zevende en laatste Jean-François Coste over de finish.

## Wedstrijd
De latere winnaar Titouan Lamazou nam al vroeg in de wedstrijd de leiding. De bedenker en organisator van de race, de Fransman Philippe Jeantot had problemen met de boot en ongunstige wind die hem tot de vierde plaats veroordeelden. Op de Zuidelijke Oceaan sloeg  de boot van Philippe Poupon om, maar hij kon worden gered door Loïck Peyron, die uiteindelijk als tweede eindigde.

## Uitslag
| Plaats         | Zeiler                 | Boot                    | Nationaliteit | Tijd                                         |
| -------------- | ---------------------- | ----------------------- | ------------- | -------------------------------------------- |
| 1              | Titouan Lamazou        | Ecureuil d'Aquitaine II | FRA           | 109 dagen, 8 uur, 48 minuten en 50 seconden  |
| 2              | Loïck Peyron           | Lada Poch               | FRA           | 110 dagen, 1 uur, 18 minuten en 6 seconden   |
| 3              | Jean-Luc Van den Heede | 36.15 MET               | FRA           | 112 dagen, 1 uur, 14 minuten en 0 seconden   |
| 4              | Philippe Jeantot       | Crédit Agricole IV      | FRA           | 113 dagen, 23 uur, 47 minuten en 47 seconden |
| 5              | Pierre Follenfant      | TBS-Charente Maritime   | FRA           | 114 dagen, 21 uur, 9 minuten en 6 seconden   |
| 6              | Alain Gautier          | Generali Concorde       | FRA           | 132 dagen, 13 uur, 1 minuut en 48 minuten    |
| 7              | Jean-François Coste    | Cacharel                | FRA           | 163 dagen, 1 uur, 19 minuten en 20 seconden  |
| Niet gefinisht |                        |                         |               |                                              |
| -              | Patrice Carpentier     | Le Nouvel Observateur   | FRA           | beschadigde automatische piloot (Falklands)  |
| -              | Mike Plant             | Duracell                | USA           | ontving hulp (Nieuw-Zeeland)                 |
| -              | Bertie Reed            | Grinaker                | RSA           | beschadigd roer                              |
| -              | Jean-Yves Terlain      | UAP                     | FRA           | afgebroken mast                              |
| -              | Philippe Poupon        | Fleury Michon X         | FRA           | gekapseisd                                   |
| -              | Guy Bernardin          | O-Kay                   | USA           | tandpijn                                     |